# Brödraskapsversen

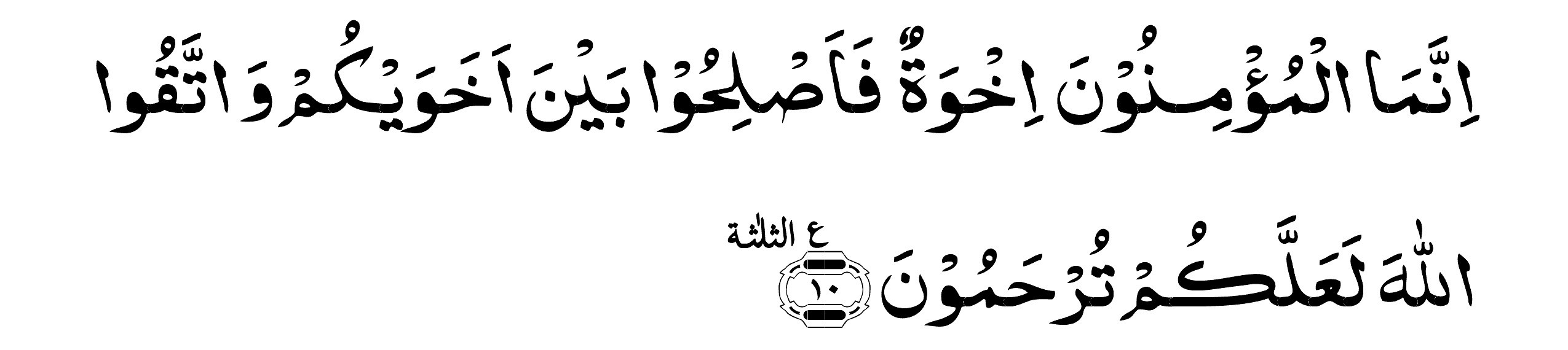
Vers 49:10 på arabiska.

Brödraskapsversen (arabiska: آیة الأُخُوَّة, Āyat al-Ukhuwwah) är koranvers 49:10 och handlar om de troendes brödraskap med varandra. Versen säger:
De troende är bröder. Försona därför två bröder [som är oense] och frukta Gud - kanske skall ni erfara barmhärtighet. (Koranens budskap, 49:10)
Ett viktigt exempel på enhetens centrala roll i islamisk tradition och något av en milstolpe var etablerandet av brödraskap mellan Ansar och Muhajirun. Den islamiske profeten Muhammed instiftade brödraskap bland följeslagarna, emigranterna (Muhajirun) och hjälparna (Ansar), och han valde Ali ibn Abi Talib som sin egen bror. Enligt shiaislam hände detta efter uppenbarelsen av broderskapsversen.